# ユニオン・サクレ

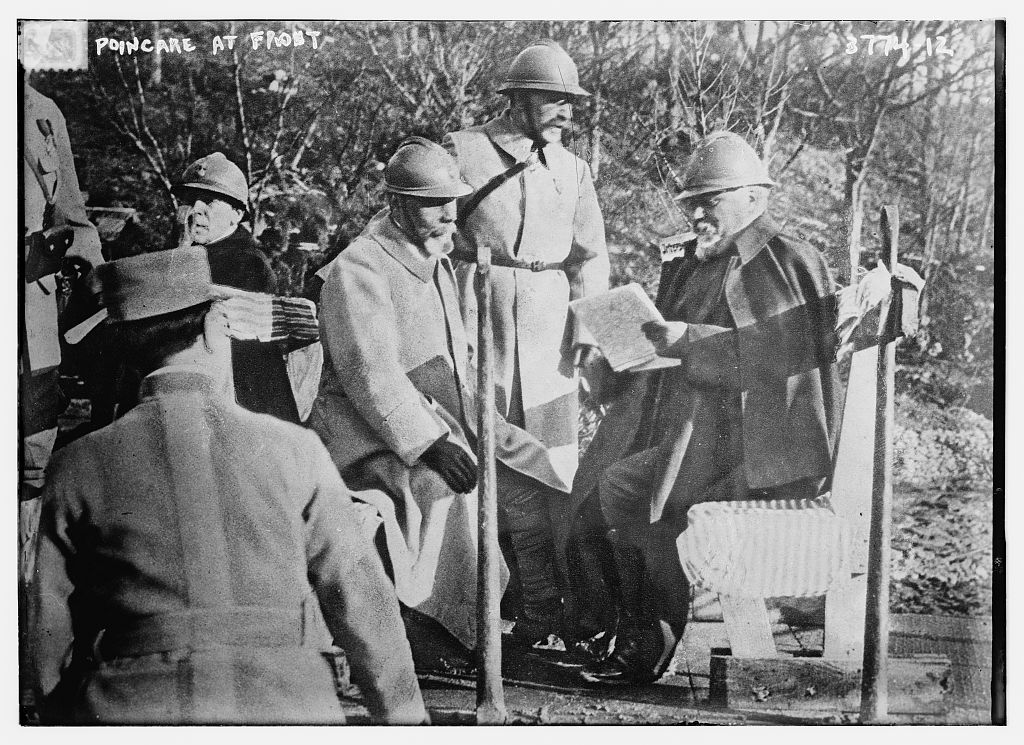
前線訪問中のポワンカレ仏大統領（右端） / 大戦勃発にあたり「ユニオン・サクレ」を提唱した。

ユニオン・サクレもしくはリュニオン・サクレ（フランス語: Union sacréeもしくはl'Union sacrée）とは、第三共和政期のフランスにおいて、第一次世界大戦の勃発により成立した国内諸勢力間の、特に労働運動・社会主義運動と政府との間の協力関係である。日本語では「神聖同盟」あるいは（19世紀の神聖同盟（仏:La Sainte-Alliance）と区別して）「神聖なる同盟」とも称する。

## 概要
1914年8月、第一次大戦の勃発に際してフランス労働総同盟は「祖国防衛」を声明し、また、大統領ポワンカレが発した呼びかけ「フランスはそのすべての息子たちによって英雄的に防衛されるだろう。その誰一人として敵を前にユニオン・サクレを乱すことはないであろう」に呼応して社会主義派の議員は政府の戦時公債案に賛成した。このような協力関係は、ポワンカレによる呼びかけの一節にちなんで「ユニオン・サクレ」と呼ばれたが、総力戦の進行にともなう国民経済の逼迫により開戦翌年の1915年には早くも実態を失った。

## 一般的用法
以上のような歴史的背景を離れて、より一般的に「国民統合」を象徴的に表現する際に用いられる場合がある。